# Фокус-группа
Фо́кус-гру́ппа (англ. Focus group) — представляет собой качественный метод в социологии, заключающийся в организации исследования посредством сбора группы для обсуждения поставленной задачи.

## История
Впервые метод фокус-групп был использован социологами Р. Мертоном и П. Кендалл в 1944 году. Они издали учебник «Фокусированное интервью», не утративший актуальности и по сей день.

## Описание
Исследование заключается в глубинном интервьюировании представителей целевой аудитории. Во время интервьюирования от аудитории исследователи получают субъективные мнения о товаре, услуге и прочих объектах исследования. В широком смысле термин «фокус-группа» означает сам метод исследования, а в узком — группу людей-респондентов. Количество участников фокус-группы варьируется между 8 и 12 участниками. Данный объем является наиболее оптимальным для получения полной картины о мнениях участников.
Исследуются причины сложившегося отношения к товару, услуге и пр. Для того, чтобы стать участником исследования с использованием данного метода необходимо соответствовать следующими критериям отбора:
- необходимо, чтобы респонденты не принимали ранее участие в фокус-группе;
- желательно, чтобы респонденты не были знакомы между собой;
- обязательно, чтобы респондент был достаточно осведомлен о теме проводимого исследования, мог выразить свое реальное мнение о данном социальном явлении.